# サタデイ・ナイト (1944年の曲)
「サタデイ・ナイト」（原題：Saturday Night (Is the Loneliest Night of the Week)は、1944年に発表されたポピュラー・ソング。作曲はジュール・スタイン、作詞はサミー・カーン。

## 主な収録アーティスト
- フランク・シナトラ[1]
- ジュリー・ロンドン[2]
- ローズマリー・クルーニー
- オスカー・ピーターソン[3]
- バリー・マニロウ